# Porträtt av en kvinna i brand
Porträtt av en kvinna i brand (franska: Portrait de la jeune fille en feu) är en fransk kostymdramafilm från 2019 skriven och regisserad av Céline Sciamma, med Noémie Merlant och Adèle Haenel. Filmen utspelar sig i Frankrike under slutet av 1700-talet och berättar historien om en förbjuden affär mellan en ung adelsdam och en konstnär som fått i uppdrag att måla hennes porträtt. 
Porträtt av en kvinna i brand var utvald för att tävla om Palme d'Or på Cannes Film Festival 2019. Filmen vann priset Queer Palm i Cannes och blev den första filmen regisserad av en kvinna som vunnit priset. Sciamma vann också priset för bästa manus i Cannes. Filmen hade premiär i Frankrike den 18 september 2019.
Den nominerades till Independent Spirit Awards, Kritikernas Choice Awards och Golden Globe Awards för bästa film på främmande språk och valdes av National Board of Review till en av de fem främsta filmerna på främmande språk under 2019.

## Handling
I slutet av sjuttonhundratalet håller Marianne, en ung målare, målningslektioner för en grupp unga kvinnor. En av hennes elever frågar henne om en målning som Marianne har gjort. Hon kallar målningen för "Porträtt av en kvinna i brand". 
Vi får följa Marianne när hon flera år tidigare anländer till en isolerad ö i Bretagne. Hon har fått i uppdrag att måla ett porträtt av Héloïse, en ung kvinna som ska gifta sig med en milanesisk adelsman. Marianne blir informerad om att Héloïse tidigare vägrat att posera för porträtt eftersom hon inte vill gifta sig, därför ska hon agera som Héloïses sällskapsdam. På dagarna följer Marianne med Héloïse på hennes dagliga promenader för att i hemlighet teckna av och memorera hennes drag. Nätterna ägnar Marianne åt att måla Héloïses porträtt. 
Marianne färdigställer porträttet, men hon vill inte förråda Héloises förtroende och avslöjar hennes sanna uppdrag. När Héloïse sedan kritiserar porträttet förstör Marianne upprört målningen. Héloïses mor, som till en början är besviken över det förstörda porträttet och vill skicka hem Marianne, blir glatt förvånad när Héloïse säger sig vara villig att posera för Marianne. Hennes mor går med på detta men porträttet ska vara klart innan hon är tillbaka från sin resa till Italien och denna gång är det endast hon som ska godkänna det.  
Under de kommande dagarna kommer de två kvinnorna närmare varandra och bandet mellan Héloïse och Marianne stärks. Pigan Sophie anförtror sig till Marianne och berättar att hon är gravid men att hon inte önskar att få barnet. De tre kvinnorna går till en samling på stranden, för att få hjälp av en klok gumma att avbryta graviditeten. Stämningen är trots detta festlig och kvinnorna dansar, sjunger och dricker. Vid ett tillfälle när de andra kvinnorna på stranden brister ut i sång tar Héloïses klänning eld från brasan, men släcks snabbt.  
Under deras nästa promenad går Marianne och Héloïse till en grotta där de delar en första kyss. Under de kommande dagarna växer deras relation allt starkare. Samtidigt hemsöks Marianne av spöklika visioner av Héloïse i en vit klänning. Kvällen innan Héloïses mors oundvikliga återkomst ritar Marianne av porträttet för att kunna behålla det som ett minne. Héloïse blir sorgsen över att hon alltid kommer att kunna ha ett minne av henne, men att hon själv saknar något av Marianne. Marianne ritar då av sig själv i Héloïses bok på sidan 28. När Marianne dagen efter är på väg att lämna huset för att ge sig av, hör hon Héloïse ropa efter henne: "Vänd dig om". Hon vänder sig och ser Héloïse på trappavsatsen iklädd en vit brudklänning, samma klänning som uppenbarade sig i hennes visioner av Héloïse.  
Tillbaka i lektionssalen från början av filmen avslöjar Marianne för sin elev att hon såg Héloïse två gånger till. Första gången är när hon ser ett porträtt av Héloïse tillsammans med ett barn som bär hennes drag på ett galleri, i sin hand håller hon en bok öppen på sidan 28. Andra gången hon ser Héloïse är på en konsert, hon är överväldigad av känslor och ser inte Marianne. Stycket som spelas är Sommaren från Vivaldis De fyra årstiderna, ett stycke som Marianne en gång spelade för henne på en cembalo.

## Produktion
Inspelningen började i oktober 2018,  och slutfördes 38 dagar senare. Den ägde rum i Saint-Pierre-Quiberon i Bretagne och slottet La Chapelle-Gauthier, Seine-et-Marne.
De målningar och skisser som användes i filmen gjordes av konstnären Hélène Delmaire. Hon målade 16 timmar varje dag under filmningen och baserade dem på scenerna. Hennes händer var med i filmen.  Inför premiären i Frankrike visades Delmaires målningar från Porträtt av en kvinna i brand på Galerie Joseph i Paris från den 20 till 22 september 2019. 

## Rollista (i urval)
- Noémie Merlant – Marianne
- Adèle Haenel – Héloïse
- Luàna Bajrami – Sophie

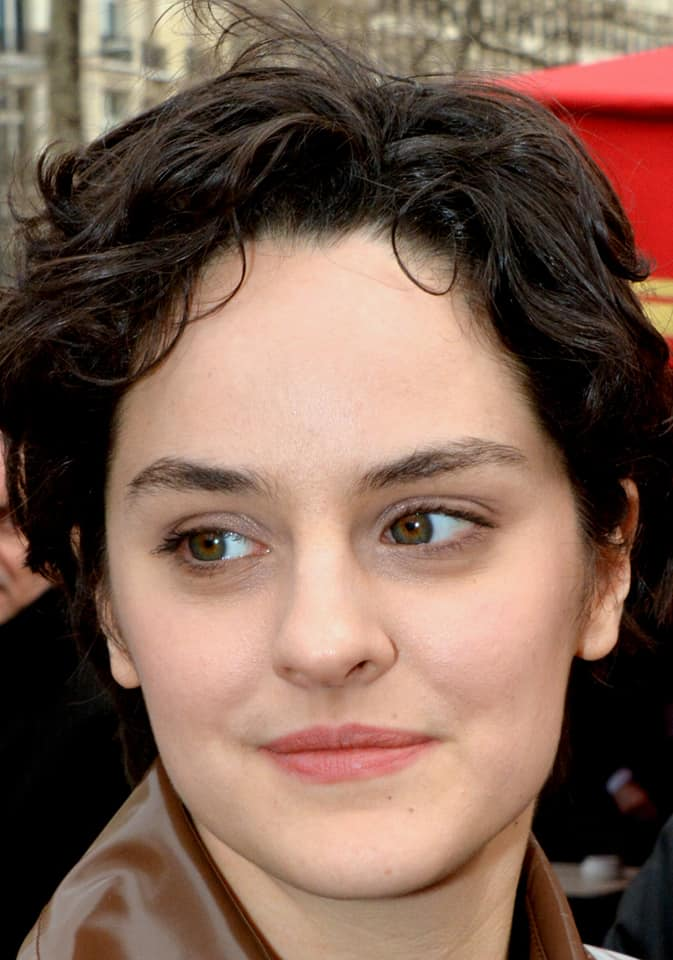
Noémie Merlant spelar rollen som Marianne.

- Valeria Golino – grevinnan och Héloïses mor

## Premiär
Den 22 augusti 2018 inledde filmdistributören MK2 försäljningen av internationella rättigheter till filmen, där Pyramide Films förvärvade distributionsrättigheterna för Frankrike.  Den 10 februari 2019 förvärvade Curzon Artificial Eye rättigheterna för Storbritannien; liksom Karma Films för Spanien, Cinéart för Benelux och Folkets Bio för Sverige.   Neon och Hulu förvärvade distributionsrättigheterna för Nordamerika den 22 maj.  
Porträtt av en kvinna i brand släpptes i Frankrike den 18 september 2019.  Filmen hade premiär i USA som en begränsad release den 6 december 2019, följt av bred släppning den 14 februari 2020.  Den hade allmän premiär i Storbritannien den 28 februari 2020.

## Mottagande
Porträtt av en kvinna i brand har hyllats nästan helt unisont. På Rotten Tomatoes har filmen ett poäng på 97% baserat på 150 kritiker-recensioner, med ett genomsnittligt betyg på 9.05 / 10 och en konsensus: "Ett rikt kostymdrama, Porträtt av en kvinna i brand är ett rörande och tankeväckande drama med kraftfullt agerad romantik ".  På Metacritic fick filmen en poäng på 95 av 100, baserat på 29 kritiker, vilket indikerar "unisont erkännande". 

### Utmärkelser
Filmen var en av tre filmer med på det franska kulturministeriets kortlista att vara Frankrikes bidrag till den 92:e Oscargalan för priset bästa internationella spelfilm, tillsammans med Les Misérables och Proxima. Les Misérables blev slutligen Frankrikes bidrag.